# Schoenicola
Genre
Schoenicola est un genre de passereaux de la famille des Locustellidae. Il comprend deux espèces de graminicoles.

## Répartition
Ce genre vit à l'état naturel en Asie du Sud, principalement en Inde,.

## Liste des espèces
Selon la classification de référence du Congrès ornithologique international (version 8.2, 2018) :
- Schoenicola platyurus (Jerdon, 1841) — Graminicole à queue large, Fauvette à queue large, Locustelle à queue large, Mégalure à queue large, Rousserolle à queue cerclée
- Schoenicola striatus (Jerdon, 1841) — Graminicole rayée, Mégalure rayée, Rousserolle à bride

## Taxonomie
En 2018, l'espèce Schoenicola brevirostris a été rattachée au genre Catriscus par la classification de référence du Congrès ornithologique international (version 8.2, 2018). Inversement Schoenicola striatus a été déplacée depuis l'ancien genre Chaetornis.